# 토요타 아이고
토요타 아이고(Toyota Aygo)는 일본의 자동차 회사인 토요타가 2005년부터 생산, 판매하고 있는 소형 해치백이다. 시트로엥 C1, 푸조 108(출시 당시부터 2014년까지는 푸조 107)의 형제 차종이며, 체코 공화국의 콜린에 있는 TPCA 공장에서 생산 중이다. 유럽 전용 차종이라 일본을 비롯한 미국, 오세아니아, 대한민국 등에서는 판매되지 않는다.

## 1세대

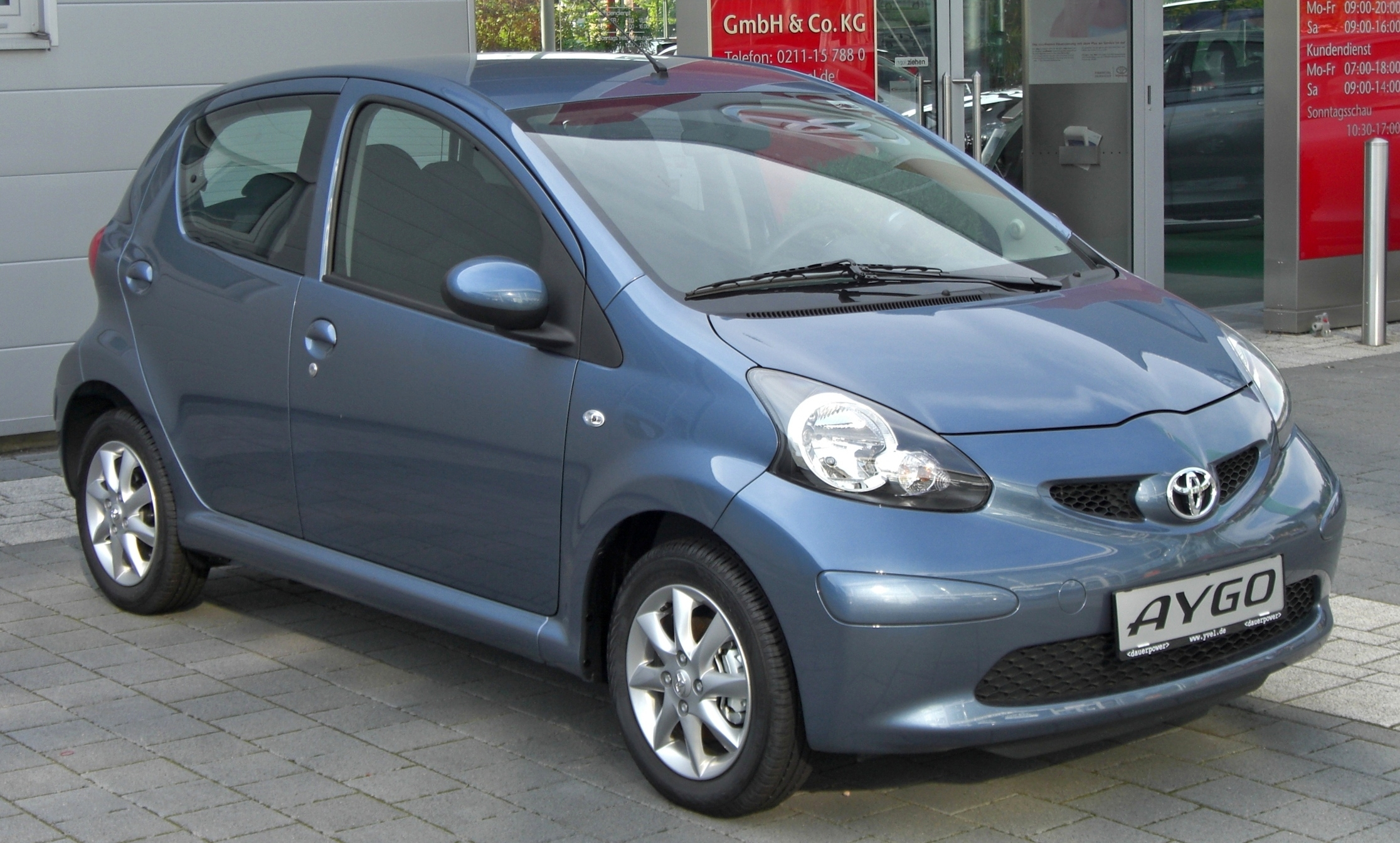
토요타 아이고(전기형) 정측면

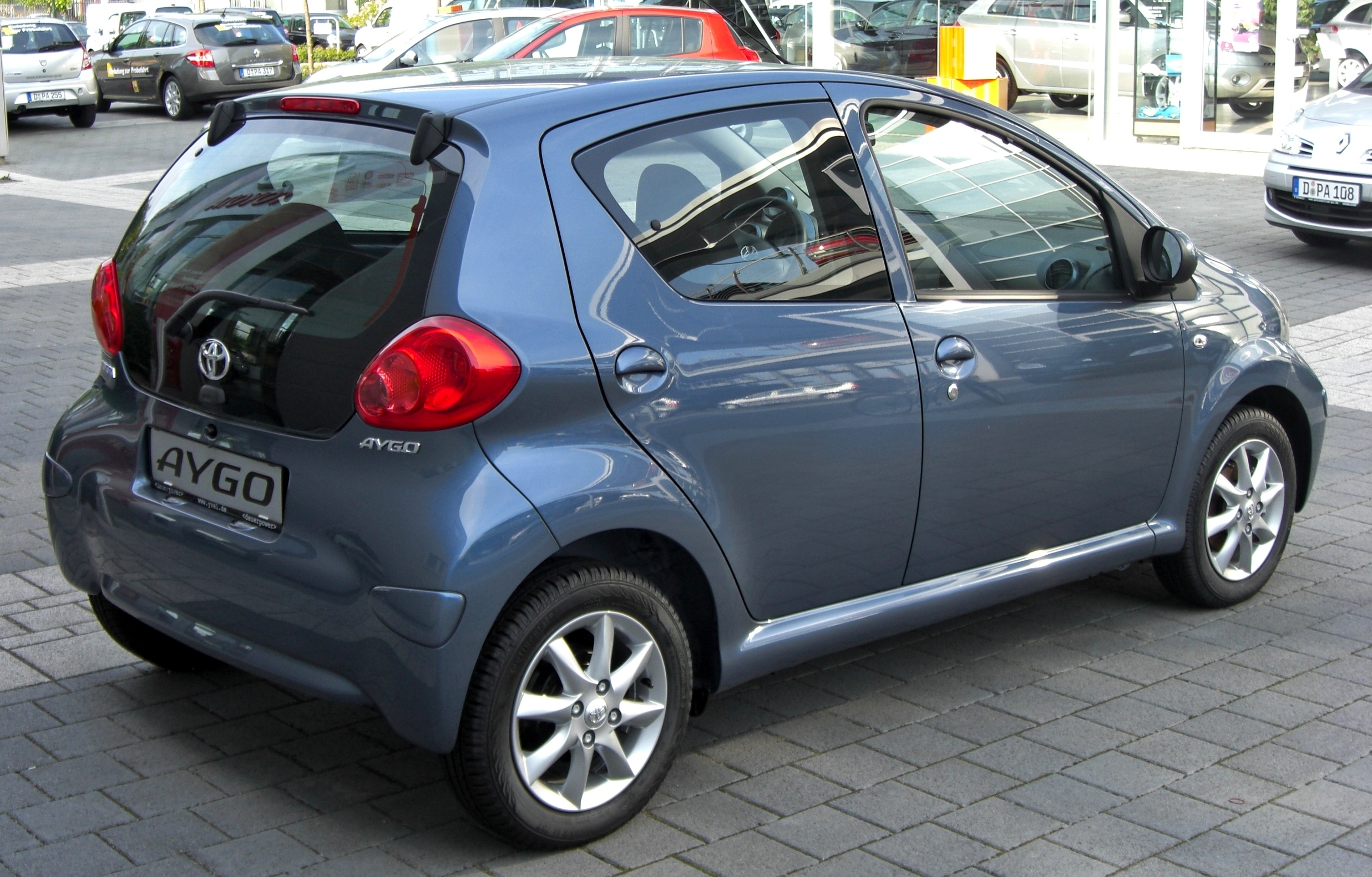
토요타 아이고(전기형) 후측면

2005년 2월 28일에 출시되었고, 동년 3월에 제네바 모터쇼에서도 공개되었다. 출시 당시에 형제 차종인 시트로엥 C1, 푸조 107과 경쟁하였다. 외부 디자인은 각 회사마다 독자적으로 차별화를 도모했지만, 실내는 세 차종 공통이며, 토요타가 개발의 중심을 잡았다. 철저한 경량화 및 비용 절감 등을 이유로 리어 사이드 윈도우가 5도어 사양도 일반적인 상하 리프트 타입이 아니라 팝업 타입으로 되어 있다. 2009년 1월 30일에 마이너 체인지가 감행되면서 앞 범퍼와 테일 램프의 형상이 바뀌었다. 2010년 1월에는 자동 변속기 사양 한정으로 가속 페달이 오작동을 일으키는 결함이 발생돼 출시 당시부터 2009년 8월까지 생산된 차량을 대상으로 리콜 조치를 받았다. 2012년에는 다시 한 번 마이너 체인지가 감행되면서 앞 범퍼의 형상이 바뀌는 동시에 디젤 엔진 사양이 없어졌다.

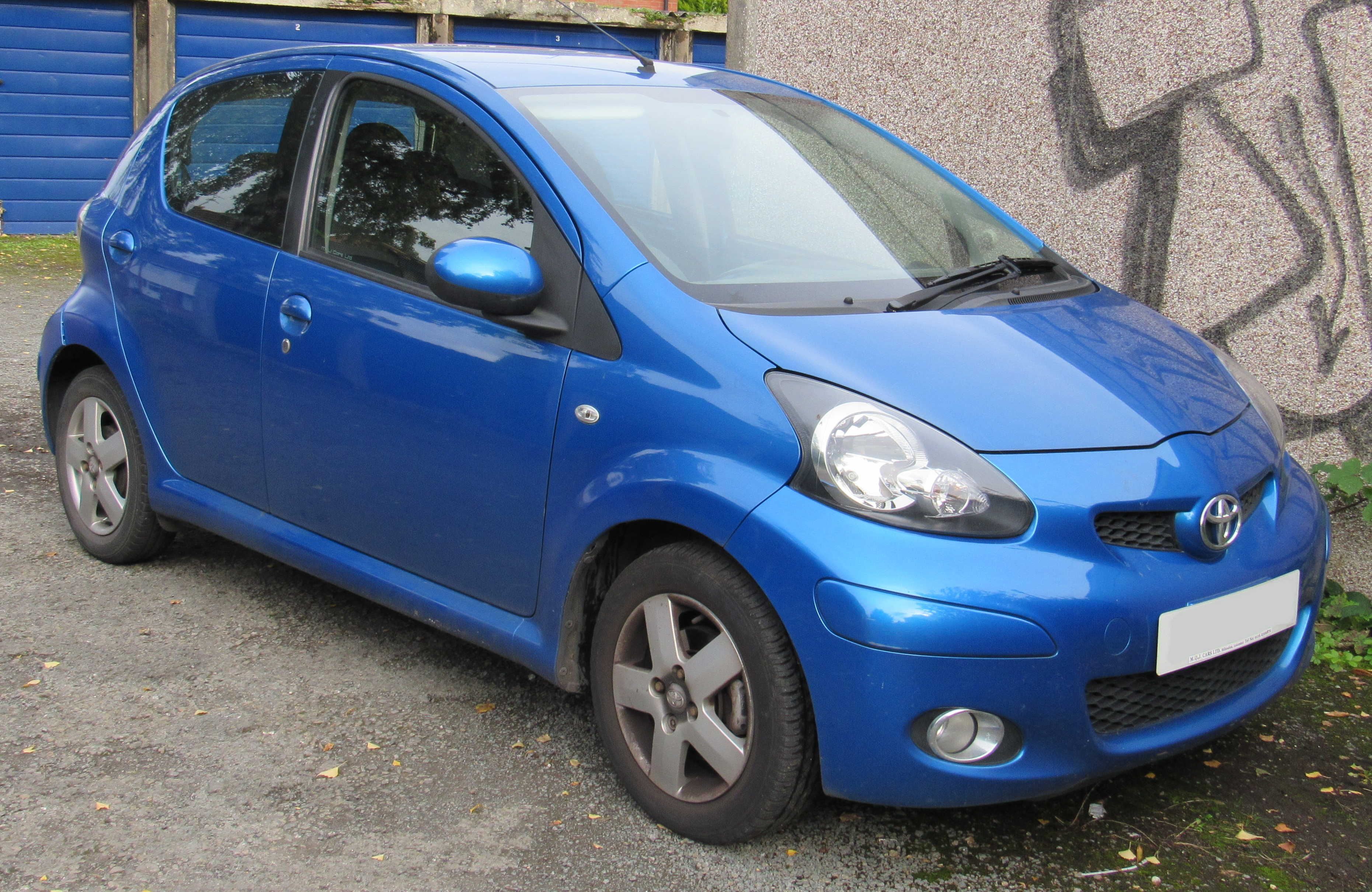
토요타 아이고(중기형) 정측면
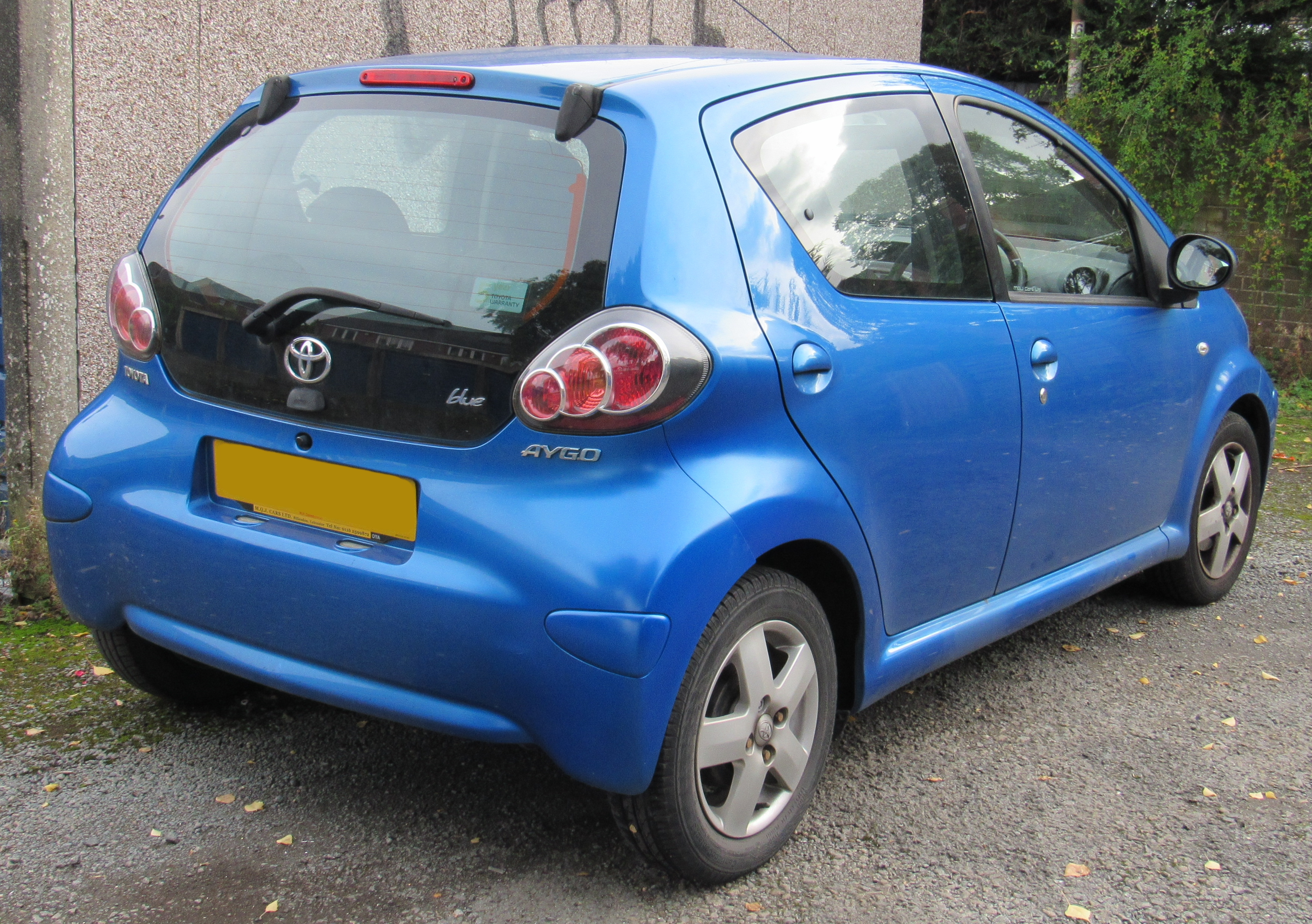
토요타 아이고(중기형) 후측면
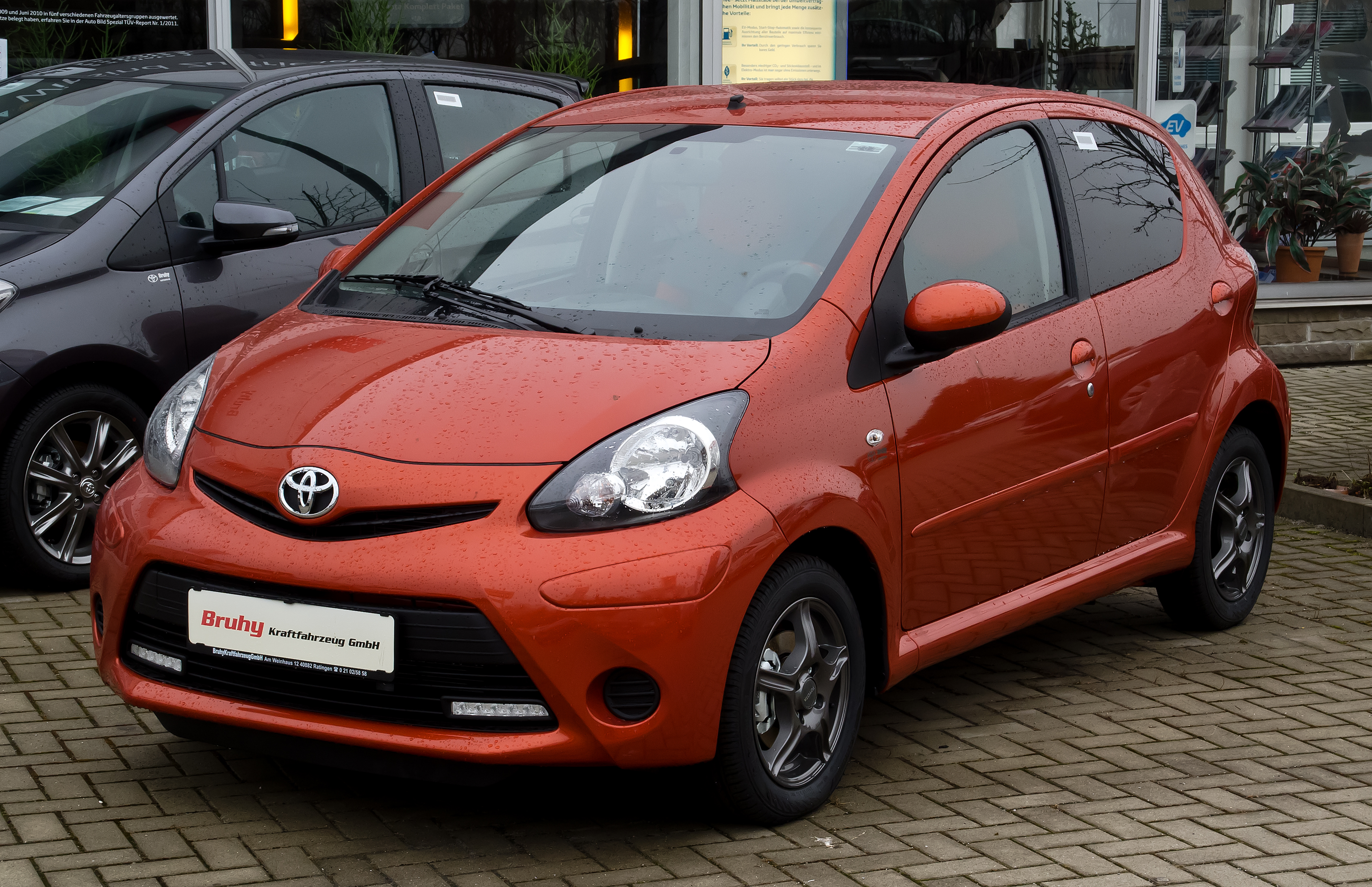
토요타 아이고(후기형) 정측면
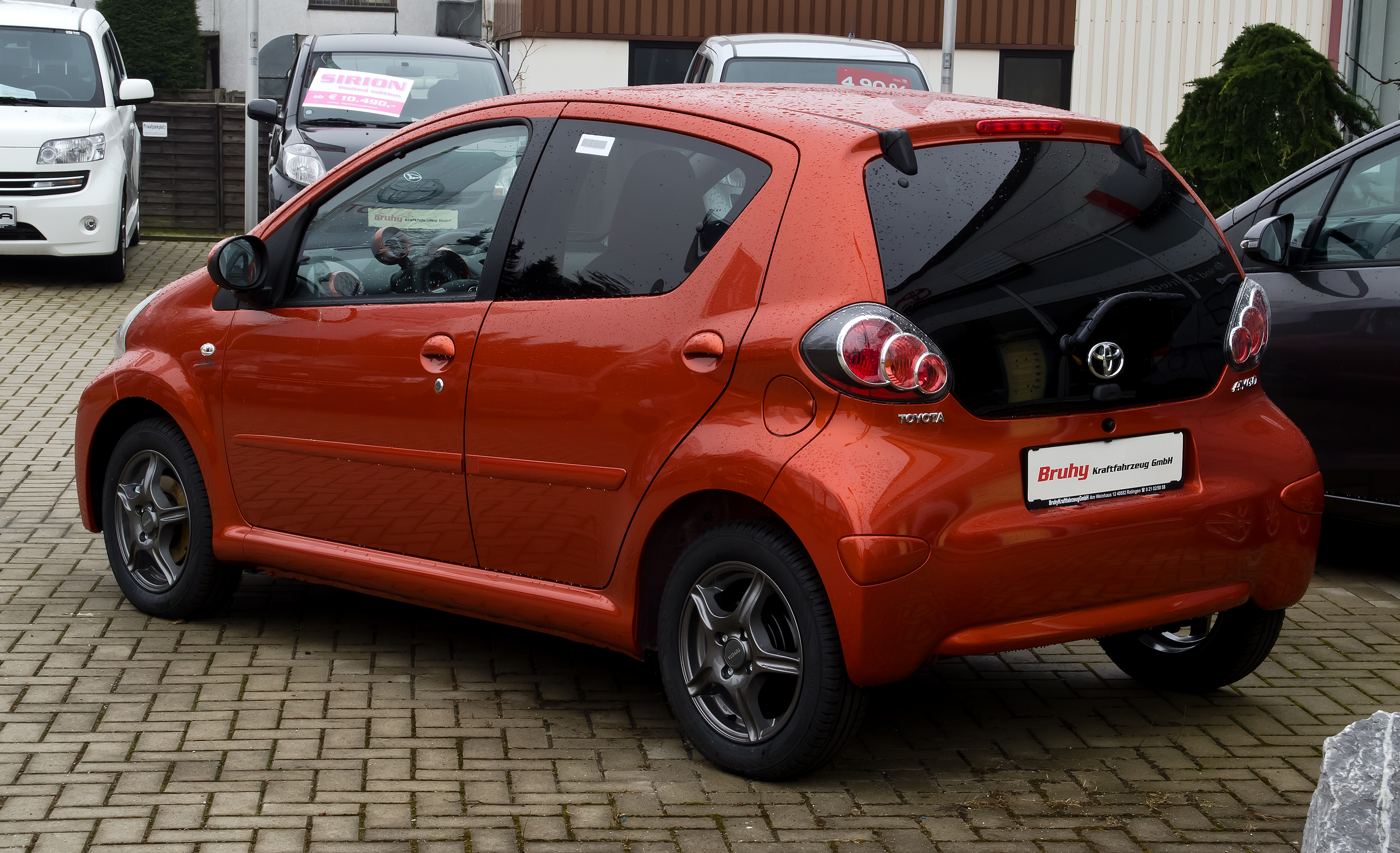
토요타 아이고(후기형) 후측면
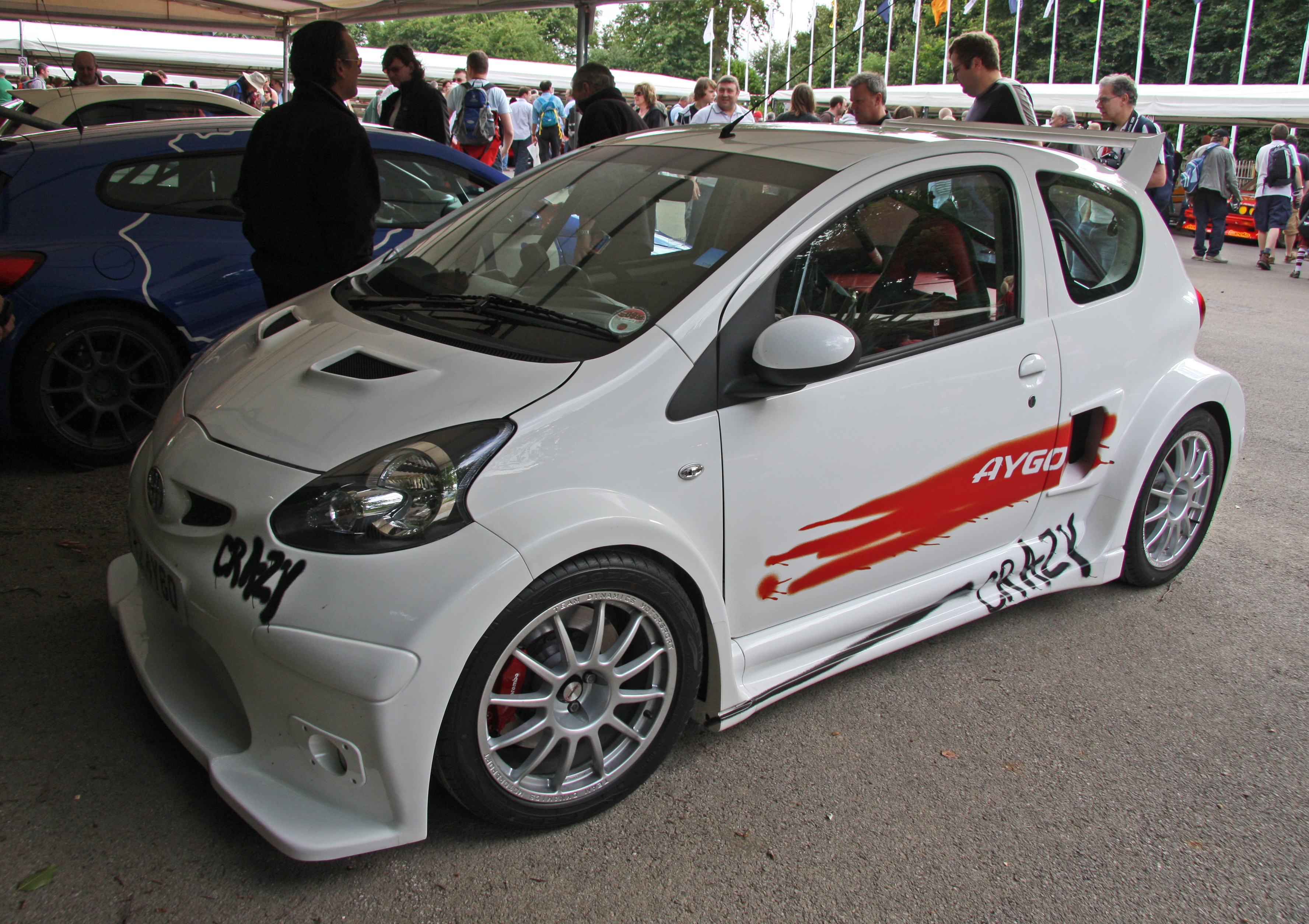
토요타 아이고 크레이지 정측면
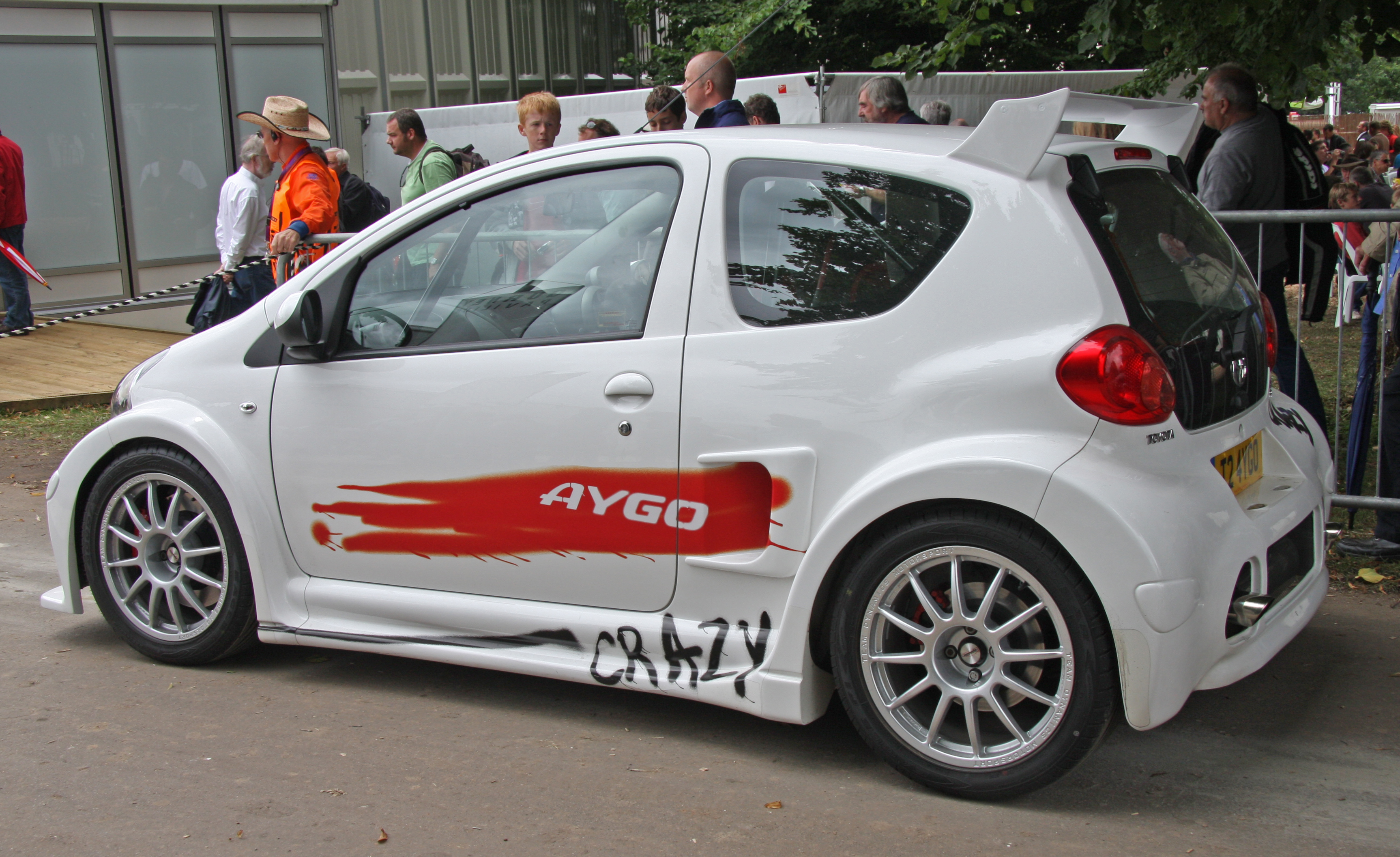
토요타 아이고 크레이지 후측면

## 2세대

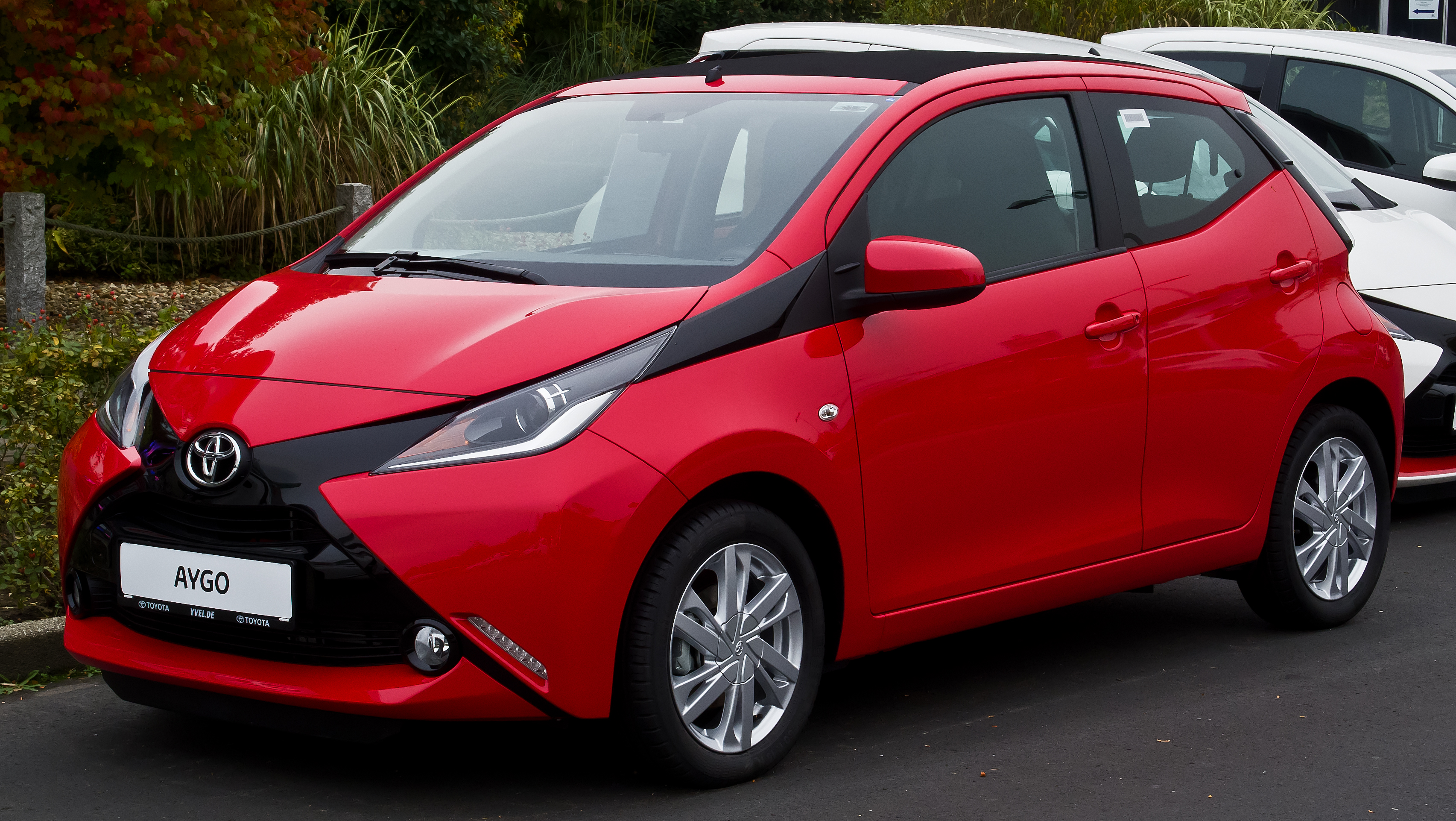
토요타 아이고(전기형) 정측면

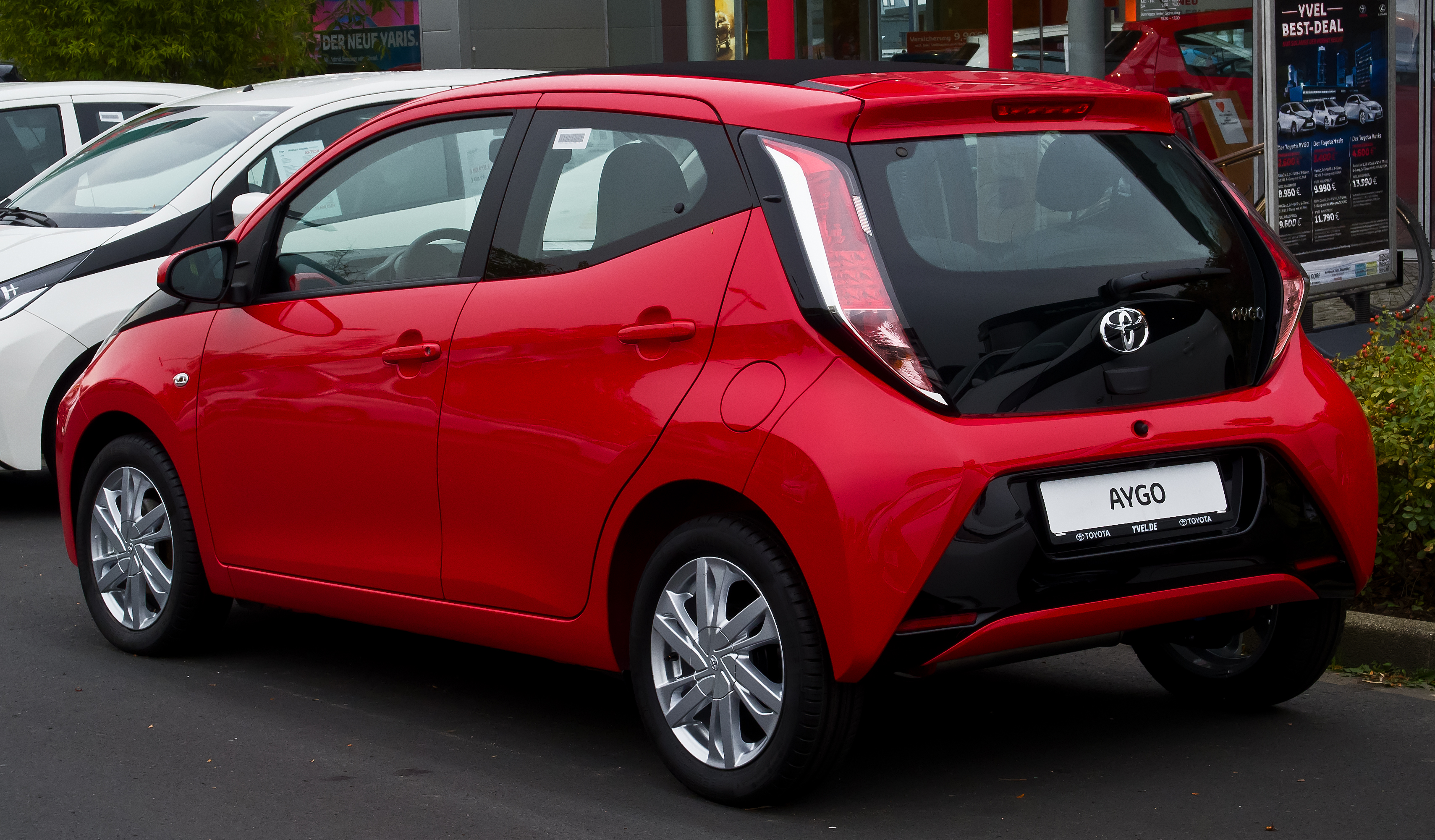
토요타 아이고(전기형) 후측면

2014년 3월에 제네바 모터쇼에서 'go fun yourself'의 슬로건을 내밀고 공개되었고 같은 해 5월에 출시되었다. 외관은 일본의 유스 컬쳐에 기인하고 우주소년 아톰과 상자에 들어간 계란에서 영감을 얻었으며, 젊은 사람을 타깃으로 삼았다. 2018년 3월에 제네바 모터쇼에서 페이스 리프트 모델이 공개되었고, 동년 중·하반기에 감행하였다. 2022년에 단종되었고, 기존 아이고에 크로스오버 스타일로 바꿔 아이고 X로 대체되었다.

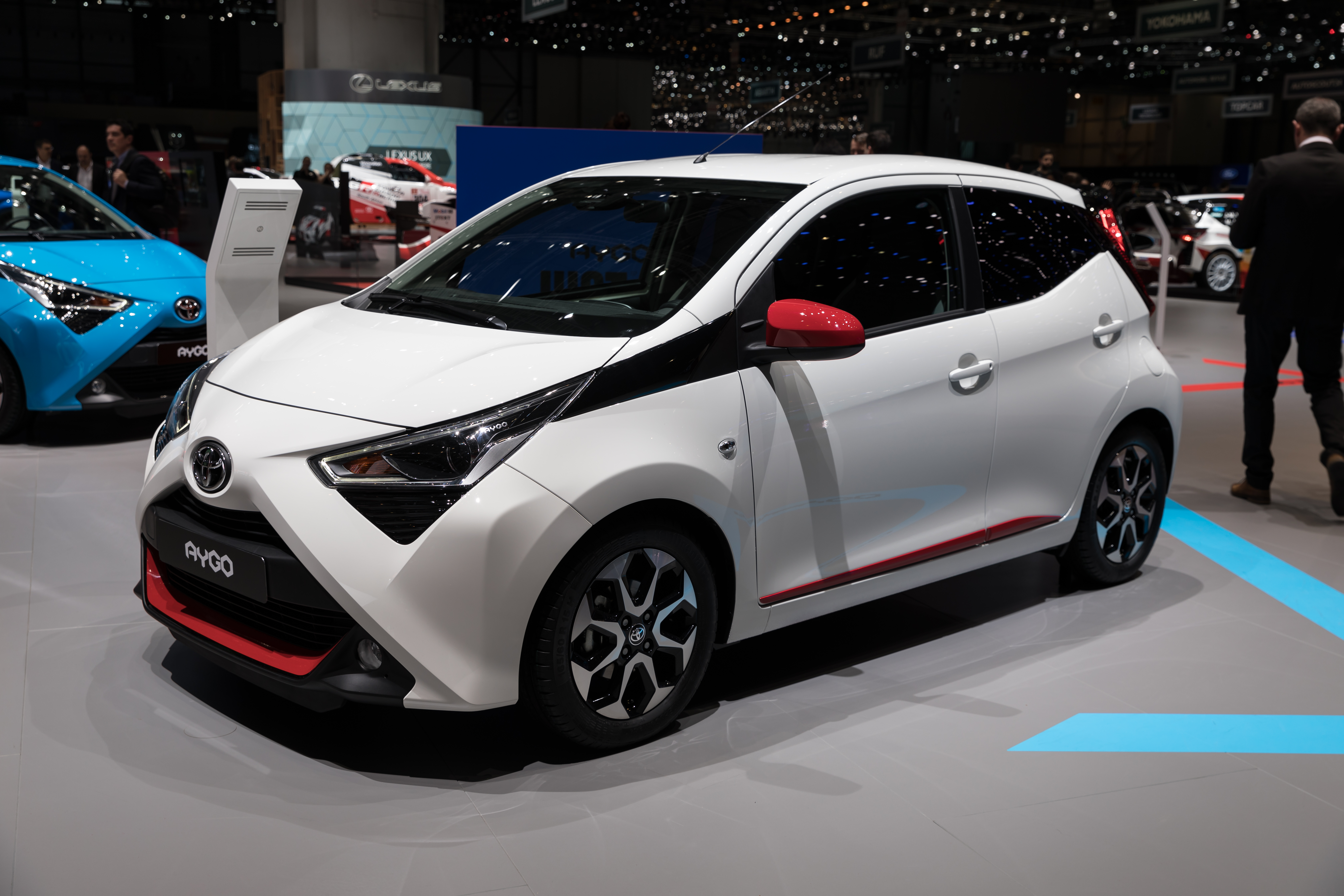
토요타 아이고(후기형) 정측면
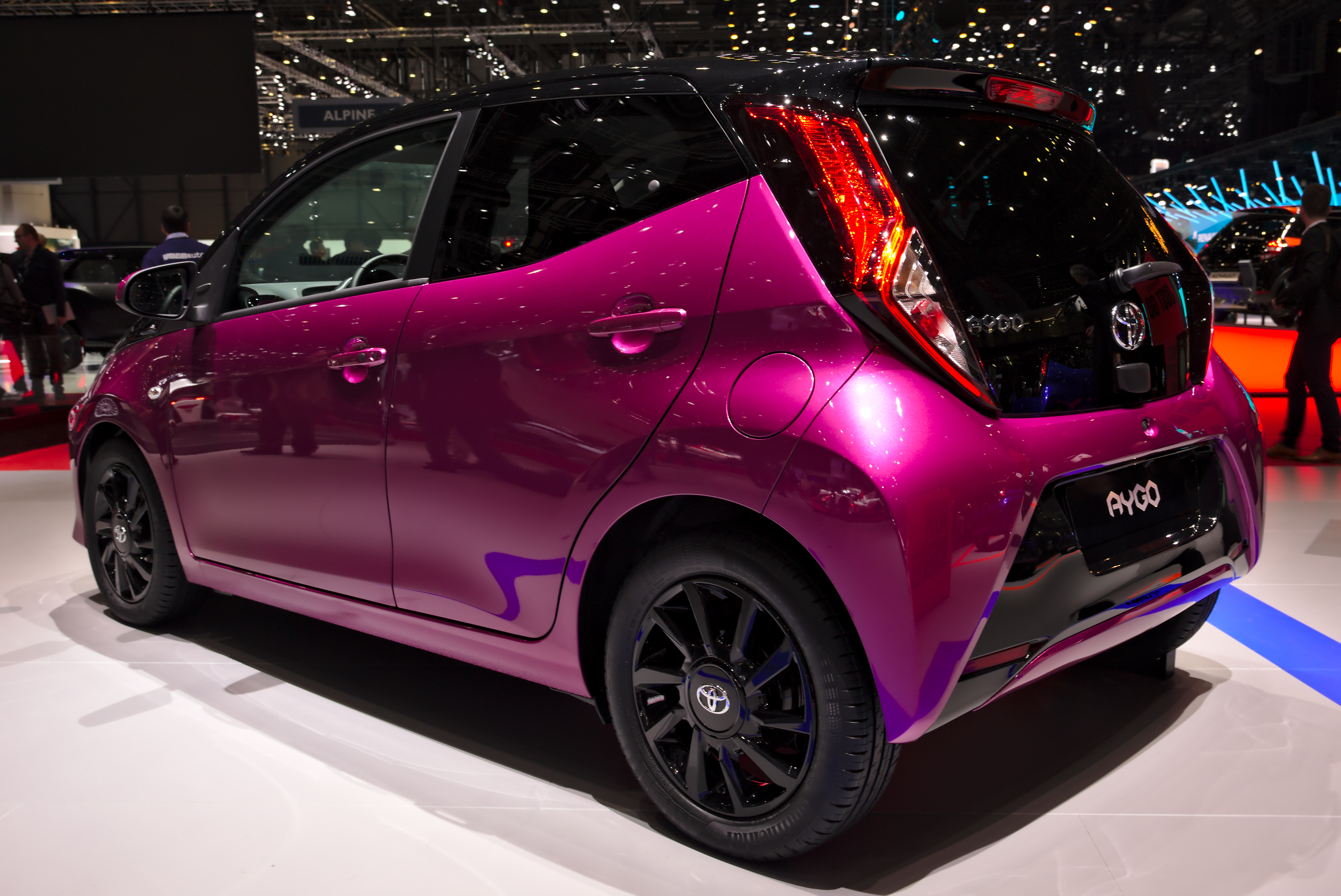
토요타 아이고(후기형) 후측면

## 경쟁 차종
- 현대자동차 - i10
- 기아자동차 - 모닝
- 쉐보레 - 스파크
- 피아트 - 500, 판다
- 오펠 - 아담, 칼
- 르노 - 트윙고
- 스마트 - 포투
- 폭스바겐 - 업!
- 포드 - 카